# Álvaro García Pascual
Álvaro García Pascual  (Benalmádena, Málaga, 21 de julio de 2002), es un futbolista español que juega en la demarcación de delantero en el Cádiz C.F. de la Segunda División española.

## Carrera
Se formó las canteras del Atlético Benamiel, C.D. 26 de Febrero y C.D. Vázquez Cultural.
Cuando se marchó a estudiar a Estados unidos jugó en las ligas universitarias con el Marshall Thundering Herd de la Universidad Marshall con el que jugó 14 partidos y metió 8 goles.
Fichó por 2 temporadas por el Sevilla F.C. para formar parte del segundo filial en la temporada 2024-25, pero al final recaló en el Sevilla Atlético.
Debutó con el primer equipo el 14 de diciembre de 2024 en partido contra el Celta de Vigo. Marcó su primer gol contra la U.D. Las Palmas, dando la victoria al club hispalense por 1 a 0.

## Clubes
Actualizado al último partido disputado el 13 de mayo de 2025.
| Club                     | País           | Periodo       | Partidos (goles) |
| ------------------------ | -------------- | ------------- | ---------------- |
| Marshall Thundering Herd | Estados Unidos | 2023-2024     | 14(8)            |
| Sevilla Atlético         | España         | 2024-Presente | 27(8)            |
| Sevilla F.C.             | España         | 2024-Presente | 7(1)             |